# ستيفيتشا ريستيك
ستيفيتشا ريستيك (مواليد 23 مايو 1982) هو لاعب كرة قدم. يلعب مع منتخب جمهورية مقدونيا لكرة القدم منذ عام 2007.

## وصلات خارجية
- ستيفيتشا ريستيك على موقع الاتحاد الدولي (مؤرشف)  (الإنجليزية)
- ستيفيتشا ريستيك على موقع رابطة كرة القدم اليابانية للمحترفين (اليابانية)
- ستيفيتشا ريستيك على موقع دوري كوريا الجنوبية (الإنجليزية)
- ستيفيتشا ريستيك على موقع قاعدة بيانات كرة القدم.إي يو (الإنجليزية)
- ستيفيتشا ريستيك على موقع ناشيونال فوتبول تيمز (الإنجليزية)
- ستيفيتشا ريستيك على موقع Soccerway.com (الإنجليزية)
- ستيفيتشا ريستيك على موقع عالم كرة القدم.نت (الإنجليزية)
- National Football Teams